# Sant'Agata di Esaro
Sant'Agata di Esaro är en ort och kommun i provinsen Cosenza i regionen Kalabrien i Italien. Kommunen hade 1 807 invånare (2018).